# اشتفان فرویند
اشتفان فرویند (به آلمانی: Steffen Freund) بازیکن فوتبال و هافبک اهل آلمان است که از سال ۱۹۹۵ میلادی عضو تیم ملی فوتبال آلمان بوده‌است. وی در ۲۱ بازی ملی حضور داشته است و آخرین بازی ملی خود را در سال ۱۹۹۸ میلادی انجام داد. اشتفان فرویند در بازی‌های ملی‌اش گلی به ثمر نرساند.